# Élodie Godin
Élodie Godin (Cherbourg, 5 luglio 1985) è una cestista francese.

## Carriera
Nel 2012-13, ha segnato 6 punti nella sfida di Supercoppa italiana vinta contro Taranto il 7 ottobre 2012. Ha vinto poi anche la Coppa Italia nella finale contro Lucca e completato il treble con la conquista dello scudetto, sempre in finale contro Lucca, il 4 maggio. Si è laureata campionessa d'Italia per la quinta volta il 4 maggio 2014.

## Vita privata
Nel 2015, ha fatto coming out e reso pubblica la sua relazione sentimentale con la cestista olandese Naomi Halman, sua compagna di squadra a Montpellier. Le due, fidanzate dal gennaio 2013, si sono sposate nel giugno 2015.

## Palmarès
- Campionato italiano: 5
Cras Taranto: 2008-09, 2009-10, 2011-12; Pall. Femm. Schio: 2012-13, 2013-14
- Coppa Italia: 3
Cras Taranto: 2012; Pall. Femm. Schio: 2013; Pall. Femm. Schio: 2014
- Supercoppa italiana: 4
Cras Taranto: 2009, 2010; Pall. Femm. Schio: 2012, 2013